# Lista över fornlämningar i Eskilstuna kommun (Lista)
Lista över fornlämningar i Eskilstuna kommun (Lista) är en förteckning av ett urval av de fornlämningar som finns i Lista i Eskilstuna kommun.
| Namn                      | Lämningstyp             | Tillkomsttid | Historisk indelning | Plats | Läge                 | ID-nr          | Bild                                 |
| ------------------------- | ----------------------- | ------------ | ------------------- | ----- | -------------------- | -------------- | ------------------------------------ |
| Lista 1:1                 | Stensättning            |              | Lista, Södermanland |       | 59.308668, 16.238817 | 10034700010001 | Ladda upp en bild av detta fornminne |
| Lista 1:2                 | Stensättning            |              | Lista, Södermanland |       | 59.308757, 16.238711 | 10034700010002 | Ladda upp en bild av detta fornminne |
| Lista 3:1                 | Stensättning            |              | Lista, Södermanland |       | 59.317149, 16.242399 | 10034700030001 | Ladda upp en bild av detta fornminne |
| Lista 3:2                 | Stensättning            |              | Lista, Södermanland |       | 59.316944, 16.242923 | 10034700030002 | Ladda upp en bild av detta fornminne |
| V. Sockentorp (Lista 4:1) | Gravfält                |              | Lista, Södermanland |       | 59.313357, 16.235479 | 10034700040001 | Ladda upp en bild av detta fornminne |
| Lista 5:1                 | Fornborg                |              | Lista, Södermanland |       | 59.337859, 16.222695 | 10034700050001 | Ladda upp en bild av detta fornminne |
| Lista 6:1                 | Stensättning            |              | Lista, Södermanland |       | 59.294641, 16.262396 | 10034700060001 | Ladda upp en bild av detta fornminne |
| Lista 6:2                 | Stensättning            |              | Lista, Södermanland |       | 59.294609, 16.262071 | 10034700060002 | Ladda upp en bild av detta fornminne |
| Lista 7:1                 | Fornborg                |              | Lista, Södermanland |       | 59.291787, 16.265435 | 10034700070001 | Ladda upp en bild av detta fornminne |
| Lista 9:1                 | Gravfält                |              | Lista, Södermanland |       | 59.299812, 16.256075 | 10034700090001 | Ladda upp en bild av detta fornminne |
| Lista 10:1                | Gravfält                |              | Lista, Södermanland |       | 59.300888, 16.257463 | 10034700100001 | Ladda upp en bild av detta fornminne |
| Lista 11:1                | Gravfält                |              | Lista, Södermanland |       | 59.301230, 16.258648 | 10034700110001 | Ladda upp en bild av detta fornminne |
| Lista 12:1                | Stensättning            |              | Lista, Södermanland |       | 59.295394, 16.266423 | 10034700120001 | Ladda upp en bild av detta fornminne |
| Lista 14:1                | Gravfält                |              | Lista, Södermanland |       | 59.300092, 16.276258 | 10034700140001 | Ladda upp en bild av detta fornminne |
| Lista 15:1                | Gravfält                |              | Lista, Södermanland |       | 59.308788, 16.277644 | 10034700150001 | Ladda upp en bild av detta fornminne |
| Lista 17:1                | Gravfält                |              | Lista, Södermanland |       | 59.316577, 16.271556 | 10034700170001 | Ladda upp en bild av detta fornminne |
| Lista 19:1                | Stensättning            |              | Lista, Södermanland |       | 59.314853, 16.251690 | 10034700190001 | Ladda upp en bild av detta fornminne |
| Lista 21:1                | Stensättning            |              | Lista, Södermanland |       | 59.309346, 16.258026 | 10034700210001 | Ladda upp en bild av detta fornminne |
| Lista 21:2                | Stensättning            |              | Lista, Södermanland |       | 59.309140, 16.258041 | 10034700210002 | Ladda upp en bild av detta fornminne |
| Lista 23:1                | Gravfält                |              | Lista, Södermanland |       | 59.320586, 16.268110 | 10034700230001 | Ladda upp en bild av detta fornminne |
| Lista 25:1                | Stensättning            |              | Lista, Södermanland |       | 59.330116, 16.256053 | 10034700250001 | Ladda upp en bild av detta fornminne |
| Lista 26:1                | Gravfält                |              | Lista, Södermanland |       | 59.330780, 16.299017 | 10034700260001 | Ladda upp en bild av detta fornminne |
| Lista 27:1                | Gravfält                |              | Lista, Södermanland |       | 59.331542, 16.298013 | 10034700270001 | Ladda upp en bild av detta fornminne |
| Lista 28:1                | Gravfält                |              | Lista, Södermanland |       | 59.333237, 16.288458 | 10034700280001 | Ladda upp en bild av detta fornminne |
| Lista 29:1                | Röse                    |              | Lista, Södermanland |       | 59.334805, 16.290218 | 10034700290001 | Ladda upp en bild av detta fornminne |
| Lista 34:1                | Grav- och boplatsområde |              | Lista, Södermanland |       | 59.330069, 16.298851 | 10034700340001 | Ladda upp en bild av detta fornminne |
| Lista 35:1                | Stensättning            |              | Lista, Södermanland |       | 59.331190, 16.299144 | 10034700350001 | Ladda upp en bild av detta fornminne |
| Lista 35:2                | Stensättning            |              | Lista, Södermanland |       | 59.331350, 16.299515 | 10034700350002 | Ladda upp en bild av detta fornminne |
| Lista 36:1                | Stensättning            |              | Lista, Södermanland |       | 59.332270, 16.298351 | 10034700360001 | Ladda upp en bild av detta fornminne |
| Lista 37:1                | Stensättning            |              | Lista, Södermanland |       | 59.301074, 16.256775 | 10034700370001 | Ladda upp en bild av detta fornminne |
| Lista 39:1                | Gravfält                |              | Lista, Södermanland |       | 59.342568, 16.296574 | 10034700390001 | Ladda upp en bild av detta fornminne |
| Lista 40:1                | Stensättning            |              | Lista, Södermanland |       | 59.341821, 16.248570 | 10034700400001 | Ladda upp en bild av detta fornminne |
| Lista 40:2                | Stensättning            |              | Lista, Södermanland |       | 59.341697, 16.248199 | 10034700400002 | Ladda upp en bild av detta fornminne |
| Lista 40:3                | Stensättning            |              | Lista, Södermanland |       | 59.341706, 16.247953 | 10034700400003 | Ladda upp en bild av detta fornminne |
| Lista 44:1                | Gravfält                |              | Lista, Södermanland |       | 59.342255, 16.246674 | 10034700440001 | Ladda upp en bild av detta fornminne |
| Lista 54:1                | Gravfält                |              | Lista, Södermanland |       | 59.288951, 16.240708 | 10034700540001 | Ladda upp en bild av detta fornminne |
| Lista 58:1                | Röse                    |              | Lista, Södermanland |       | 59.306547, 16.275527 | 10034700580001 | Ladda upp en bild av detta fornminne |
| Lista 58:2                | Stensättning            |              | Lista, Södermanland |       | 59.306725, 16.275740 | 10034700580002 | Ladda upp en bild av detta fornminne |
| Lista 60:1                | Stensättning            |              | Lista, Södermanland |       | 59.306767, 16.281516 | 10034700600001 | Ladda upp en bild av detta fornminne |
| Lista 66:1                | Stensättning            |              | Lista, Södermanland |       | 59.313091, 16.247154 | 10034700660001 | Ladda upp en bild av detta fornminne |
| Lista 70:1                | Stensättning            |              | Lista, Södermanland |       | 59.310199, 16.258961 | 10034700700001 | Ladda upp en bild av detta fornminne |
| Lista 71:1                | Stensättning            |              | Lista, Södermanland |       | 59.330624, 16.254584 | 10034700710001 | Ladda upp en bild av detta fornminne |
| Lista 71:2                | Stensättning            |              | Lista, Södermanland |       | 59.330510, 16.253704 | 10034700710002 | Ladda upp en bild av detta fornminne |
| Lista 79:1                | Stensättning            |              | Lista, Södermanland |       | 59.300961, 16.295582 | 10034700790001 | Ladda upp en bild av detta fornminne |
| Lista 80:1                | Stensättning            |              | Lista, Södermanland |       | 59.302203, 16.294652 | 10034700800001 | Ladda upp en bild av detta fornminne |
| Lista 80:2                | Stensättning            |              | Lista, Södermanland |       | 59.302095, 16.294738 | 10034700800002 | Ladda upp en bild av detta fornminne |
| Lista 80:3                | Stensättning            |              | Lista, Södermanland |       | 59.302041, 16.294948 | 10034700800003 | Ladda upp en bild av detta fornminne |
| Lista 83:1                | Stensättning            |              | Lista, Södermanland |       | 59.337885, 16.287591 | 10034700830001 | Ladda upp en bild av detta fornminne |
| Lista 86:1                | Stensättning            |              | Lista, Södermanland |       | 59.334467, 16.294202 | 10034700860001 | Ladda upp en bild av detta fornminne |
| Lista 86:2                | Stensättning            |              | Lista, Södermanland |       | 59.334311, 16.293930 | 10034700860002 | Ladda upp en bild av detta fornminne |
| Lista 87:1                | Stensättning            |              | Lista, Södermanland |       | 59.331943, 16.299594 | 10034700870001 | Ladda upp en bild av detta fornminne |
| Lista 87:2                | Stensättning            |              | Lista, Södermanland |       | 59.331798, 16.299768 | 10034700870002 | Ladda upp en bild av detta fornminne |
| Lista 88:1                | Stensättning            |              | Lista, Södermanland |       | 59.296331, 16.244533 | 10034700880001 | Ladda upp en bild av detta fornminne |
| Lista 106:1               | Stensättning            |              | Lista, Södermanland |       | 59.311633, 16.300722 | 10034701060001 | Ladda upp en bild av detta fornminne |
| Lista 106:2               | Stensättning            |              | Lista, Södermanland |       | 59.311490, 16.300439 | 10034701060002 | Ladda upp en bild av detta fornminne |